# 蕨叶千里光
蕨叶千里光（学名：Senecio pteridophyllus），又名藤叶千里光，是菊科千里光属的植物，为中国的特有植物。分布在中国大陆的云南等地，生长于海拔3,000米至3,800米的地区，见于高山牧场及草甸，目前尚未由人工引种栽培。